# Mahates
Mahates est une municipalité située dans le département de Bolívar, en Colombie.

## Géographie
La municipalité est séparée de San Estanislao, Soplaviento et San Cristóbal par le Canal del Dique. 
Le village de San Basilio de Palenque, reconnu  « chef-d'œuvre du Patrimoine Oral et Immatériel de l'Humanité » par l'UNESCO se trouve sur le territoire Mahatas.

## Histoire
La ville de Mahates a été fondée le 17 avril 1533 par le conquistador espagnol Pedro de Heredia.
En 1950 commença la construction du Canal del Dique.
En 1860, un grave incendie touche les deux tiers des maisons de la ville et, à partir de 1865, la municipalité perd le statut de capitale provinciale. Le village était auparavant utilisé pour emprisonner les prisonniers amenés de Carthagène.

## Administration

### Corregimientos
- Palenque de San Basilio
- Malagana
- Gamero
- Evitar
- San Joaquin

## Personnalités liées à la municipalité
- Antonio Cervantes (1945-) : boxeur né à Mahates dans le Palenque de San Basilio.